# 표준 선다발
대수기하학에서 표준 선다발(標準線다발, 영어: canonical line bundle) 또는 표준 선속(標準線束)은 켈러 미분의 층의 최고차 외부 거듭제곱이다.

## 정의
대수적으로 닫힌 체 위의 {\displaystyle n}차원 비특이 대수다양체 {\displaystyle X}의 표준 선다발 {\displaystyle \omega _{X}}은 다음과 같은 가역층이다.:180–181
{\displaystyle \omega _{X}=\bigwedge ^{n}\Omega _{X/k}}
여기서 {\displaystyle \Omega _{X/k}}는 켈러 미분층이다. 표준 선다발에 대응하는 인자류를 표준류(標準類, 영어: canonical class)라고 하고, 표준류에 속하는 인자를 표준 인자(標準因子, 영어: canonical divisor) {\displaystyle K_{X}}라고 한다.
만약 {\displaystyle X}가 특이점을 가지지만 정규 대수다양체인 경우, 매끄러운 궤적(영어: smooth locus) {\displaystyle U\subset X}가 존재한다. 이 경우, {\displaystyle X}의 표준 인자는 {\displaystyle U}의 표준 인자로 정의한다. 보다 일반적으로, {\displaystyle X}가 S2 조건(여차원 2까지 코언-매콜리 조건이 성립)을 만족시키며 고런스틴 스킴이라면, 위와 같이 표준 인자를 정의할 수 있다.
표준 선다발의 역을 반표준 선다발(反標準線다발, 영어: anticanonical line bundle) {\displaystyle \omega _{X}^{-1}}이라고 한다.  반표준류(反標準類, 영어: anticanonical class) 및 반표준 인자(反標準因子, 영어: anticanonical divisor)는 이에 대응하는 인자(류)이다.

## 첨가 공식
첨가 공식(添加公式, 영어: adjunction formula)은 어떤 부분 대수다양체의 표준 선다발과 전체 공간의 표준 선다발 사이의 관계를 나타내는 공식이다.
비특이 대수다양체 {\displaystyle X} 위의 인자 {\displaystyle D}에 대하여, 다음과 같은 첨가 공식이 성립한다.
{\displaystyle K_{D}=(K_{X}+D)|_{D}}
즉, 선다발로는 다음과 같다. {\displaystyle D}로 정의되는 부분다양체를 {\displaystyle Y}, 매장 사상을 {\displaystyle \iota \colon Y\hookrightarrow X}라고 하면, 다음과 같다.
{\displaystyle {\mathcal {K}}_{Y}=\iota ^{*}({\mathcal {K}}_{X}\otimes {\mathcal {O}}(D))}
여차원이 2 이상일 경우에도 유사한 첨가 공식이 성립한다. 비특이 대수다양체 {\displaystyle X}의 닫힌 비특이 부분 대수다양체 {\displaystyle \iota \colon Y\hookrightarrow X}가 주어졌고, 이에 대응하는 아이디얼 층이 {\displaystyle {\mathcal {I}}}라고 하자. 이 경우, {\displaystyle {\mathcal {I}}/{\mathcal {I}}^{2}}는 {\displaystyle Y}의 자리스키 쌍대법다발이다. 이 경우, 다음과 같은 아벨 군 층의 짧은 완전열이 존재한다.:182
{\displaystyle 0\to {\mathcal {I}}/{\mathcal {I}}^{2}\to \iota ^{*}T^{*}X\to T^{*}Y\to 0}
여기서 {\displaystyle T^{*}}는 공변접다발이다. 완전열의 모든 항에 최고차 외부 거듭제곱을 취하면, 다음을 얻는다.:146–147:182, Proposition II.8.20
{\displaystyle {\mathcal {K}}_{Y}=\iota ^{*}{\mathcal {K}}_{X}\otimes \left(\det({\mathcal {I}}/{\mathcal {I}}^{2})\right)^{\vee }}
여기서 {\displaystyle (-)^{\vee }}는 쌍대 다발을 뜻한다.

## 예
복소수체 위의 {\displaystyle n}차원 비특이 대수다양체의 경우, 표준 선다발은 행렬식 다발(영어: determinant bundle)이라고 하며, {\displaystyle n}차 정칙 미분 형식들의 선다발이다. (단일 연결) 칼라비-야우 다양체의 경우, 표준 선다발은 자명하다. 파노 다양체의 경우, 반표준 선다발은 풍부한 선다발이다.

### 리만 곡면의 표준 선다발
리만 곡면(=1차원 복소수 비특이 대수다양체) {\displaystyle C} 위의 표준 선다발은 정칙 공변접다발 {\displaystyle \Omega _{C}}와 같으며, 그 차수는 다음과 같다.
{\displaystyle \deg \omega _{C}=2g-2=-\chi (C)}
특히, {\displaystyle g\geq 2}인 경우 이는 효과적 인자를 이룬다. 이 경우, {\displaystyle \omega _{C}}의 {\displaystyle g}개의 단면들은 유리 사상 {\displaystyle C\to \mathbb {P} _{\mathbb {C} }^{g-1}}을 정의한다. 이 유리 사상의 상은 사영 곡선을 이루며, 이를 표준 곡선(영어: canonical curve)이라고 한다.
만약 {\displaystyle C}가 초타원 곡선일 경우, 그 표준 곡선은 유리 곡선이며, 유리 사상은 두 겹 피복 공간을 이룬다. 예를 들어, {\displaystyle C}의 종수가 2이며, {\displaystyle C}가 다음과 같은 (아핀) 방정식으로 정의된다고 하자.
{\displaystyle y^{2}=P(x)}
여기서 {\displaystyle P}는 6차 다항식이다. 그렇다면, 이 위의 제1종 미분(=(1,0)차 복소수 미분 형식)은 다음과 같이 두 개가 있다.
{\displaystyle {\frac {1}{\sqrt {P(x)}}}\,dx,\;{\frac {x}{\sqrt {P(x)}}}\,dx}
이에 따라서, 표준 곡선은
{\displaystyle (x,y)\mapsto x\in \mathbb {P} _{\mathbb {C} }^{1}}
임을 알 수 있다. 이는 물론 두 겹 피복 공간이다.
만약 {\displaystyle C}가 초타원 곡선이 아닌 종수 3 이상의 곡선일 경우, {\displaystyle C}의 표준 곡선은 {\displaystyle C}와 동형이다. 예를 들어, 다음과 같다.
- 종수 3인 경우, 표준 곡선은 4차 평면 곡선이다.
- 종수 4인 경우, 표준 곡선은 2차 곡면과 3차 곡면의 교집합이다.
- 종수 5인 경우, 표준 곡선은 세 개의 2차 초곡면의 교집합이다.

### 사영 공간
대수적으로 닫힌 체 {\displaystyle K} 위의 사영 공간 {\displaystyle \mathbb {P} _{K}^{n}}에 대하여, 다음과 같은 짧은 완전열이 존재한다.:176, Theorem II.8.13 이를 오일러 완전열이라고 한다.
{\displaystyle 0\to \Omega _{\mathbb {P} _{K}^{n}}^{1}\to {\mathcal {O}}_{\mathbb {P} _{K}^{n}}(-1)^{\oplus (n+1)}\to {\mathcal {O}}_{\mathbb {P} _{K}^{n}}(0)\to 0}
모든 항에 최고차 외부 거듭제곱을 취하면, 다음을 얻는다.:182, Example II.8.20.1
{\displaystyle \omega _{\mathbb {P} _{K}^{n}}={\mathcal {O}}_{\mathbb {P} _{K}^{n}}(-n-1)}

### 사영 공간 속의 초곡면
{\displaystyle n}차원 사영 공간 {\displaystyle \mathbb {P} ^{n}} 속에서, 동차다항식들 {\displaystyle P_{i}}으로 정의되는 초곡면 {\displaystyle Y_{i}\hookrightarrow \mathbb {P} ^{n}}들의 완전 교차(영어: complete intersection)
{\displaystyle Y=\bigcap _{i=1}^{\operatorname {codim} Y}Y_{i}}
를 생각하자. 이 경우,
{\displaystyle \omega _{\mathbb {P} ^{n}}={\mathcal {O}}(-n-1)}
{\displaystyle {\mathcal {O}}(Y_{i})=\deg P_{i}}
이므로, 첨가 공식에 따라서 {\displaystyle Y}의 표준 선다발은 다음과 같다.
{\displaystyle \omega _{Y}={\mathcal {O}}\left(\sum _{i}\deg P_{i}-n-1\right)}
만약
{\displaystyle \sum _{i}\deg P_{i}=n+1}
이라면 표준 선다발은 자명하며, 이 경우 (비특이 대수다양체라면) {\displaystyle Y}는 칼라비-야우 다양체를 이룬다.
특히, 사영 평면 속의 {\displaystyle d}차 대수 곡선 {\displaystyle C\subset \mathbb {P} ^{2}}의 표준 선다발은 다음과 같다.:361, Example V.1.5.1; 183, Example II.8.20.3
{\displaystyle \omega _{C}={\mathcal {O}}(d-3)}
{\displaystyle d}차 평면 대수 곡선의 경우
{\displaystyle \deg {\mathcal {O}}(1)=d}
이므로,
{\displaystyle \deg \omega _{C}=d(d-3)}
이다. 리만-로흐 정리에 따라서
{\displaystyle \deg \omega _{C}=2g-2=-\chi (\Sigma )}
이므로, 다음과 같은 종수-차수 공식(種數次數公式, 영어: genus–degree formula)을 얻는다.
{\displaystyle g={\frac {1}{2}}(d-1)(d-2)}

### 이차 곡면 위의 곡선의 종수
첨가 공식을 사용하여 이차 곡면 {\displaystyle \mathbb {P} ^{1}\times \mathbb {P} ^{1}} 속의 곡선의 종수를 계산할 수 있다.:362, Example V.1.5.2 곡선 {\displaystyle C}의 차수가 {\displaystyle (d_{1},d_{2})}라고 하자. {\displaystyle \mathbb {P} ^{1}\times \mathbb {P} ^{1}}의 표준 선다발의 차수는 {\displaystyle (-2,-2)}이다. 즉, {\displaystyle C}의 차수는 {\displaystyle (d_{1}-2,d_{2}-2)}와 {\displaystyle (d_{1},d_{2})}의 교차곱이다. 이차 평면 위의 교차곱은 다음과 같다.:361, Example V.1.4.3
{\displaystyle (a,b).(c,d)=ad+bc}
따라서, 다음이 성립한다.
{\displaystyle 2g-2=d_{1}(d_{2}-2)+d_{2}(d_{1}-2)}
즉,
{\displaystyle g=d_{1}d_{2}-d_{1}-d_{2}+1}
이다.

## 같이 보기
- 리만-로흐 정리
- 복소수 미분 형식
- 인자 (대수기하학)